# Ватинська сільська рада
Ва́тинська сільська́ ра́да — адміністративно-територіальна одиниця та орган місцевого самоврядування в Горохівському районі Волинської області. Адміністративний центр — село Ватин.

## Загальні відомості
- Територія ради: 13,71 км²
- Населення ради: 503 особи (станом на 2001 рік). Кількість дворів — 135.
- На території ради розташоване озеро Ватин.

## Населені пункти
Сільраді підпорядковані населені пункти:
- с. Ватин
- с. Ватинець

## Населення
За переписом населення України 2001 року в сільській раді мешкали 493 особи.

### Мова
Розподіл населення за рідною мовою за даними перепису 2001 року:
| Мова       | Відсоток |
| ---------- | -------- |
| українська | 99,60 %  |
| російська  | 0,40 %   |

## Господарська діяльність
В Ватинській сільській раді працює 1 школи: неповна середня, 1 будинок культури, 1 бібліотека, 2 медичні заклади, 1 відділення зв'язку, 2 АТС на 11 номерів, 2 торговельних заклади.

## Склад ради
Рада складається з 12 депутатів та голови.
- Голова ради: Капітула Віктор Петрович
- Секретар ради:

### Керівний склад попередніх скликань
| Прізвище, ім'я, по батькові | Основні відомості                                                                                                | Дата обрання | Дата звільнення |
| --------------------------- | --- | ------------ | --------------- |
| Калиняк Іван Васильович     | Сільський голова, 1973 року народження, безпартійний                                                             | 26.03.2006   | 31.10.2010      |
| Калитяк Іван Васильович     | Сільський голова, 1973 року народження, освіта середня спеціальна, член Всеукраїнського об'єднання «Батьківщина» | 31.10.2010   | 25.10.2015      |
| Капітула Віктор Петрович    | Сільський голова, 1970 року народження, освіта професійно-технічна, безпартійний                                 | 25.10.2015   |                 |

Примітка: таблиця складена за даними сайту Верховної Ради України та ЦВК

### Депутати VII скликання
За результатами місцевих виборів 2015 року депутатами ради стали:

#### За суб'єктами висування
| Суб'єкт висування | Кількість обраних депутатів | %      |
| ----------------- | --------------------------- | ------ |
| Самовисування     | 12                          | 100.00 |

#### За округами
| № округу | Прізвище, ім'я, по батькові    | Ким висунуто  | Дата нар.  | Освіта              | Партійна приналежність | Відомості                                                     |
| -------- | ------------------------------ | ------------- | ---------- | ------------------- | ---------------------- | ------------------------------------------------------------- |
| 1        | Переходова Наталія Анатоліївна | Самовисування | 11.08.1974 | професійно-технічна | безпартійна            | ТзОВ «Волинь зерно-продукт», оператор заправних станцій       |
| 2        | Поліщук Світлана Павлівна      | Самовисування | 03.06.1965 | професійно-технічна | безпартійна            | Не працює, пенсіонер                                          |
| 3        | Мартинюк Тетяна Михайлівна     | Самовисування | 03.02.1967 | професійно-технічна | безпартійна            | Ватинська сільська рада, головний бухгалтер                   |
| 4        | Ковальчук Наталія Сергіївна    | Самовисування | 14.03.1970 | загальна середня    | безпартійна            | ТзОВ «Волинь Нова», обліковець                                |
| 5        | Пилипчук Зоя Іванівна          | Самовисування | 13.01.1973 | професійно-технічна | безпартійна            | Магазин, підприємець                                          |
| 6        | Капітула Алла Василівна        | Самовисування | 06.07.1988 | професійно-технічна | безпартійна            | Не працює                                                     |
| 7        | Приймачук Олена Володимирівна  | Самовисування | 29.12.1976 | загальна середня    | безпартійна            | ТзОВ «Кромберг енд Шуберт Україна», комплектувальник проводів |
| 8        | Пристанець Сергій Анатолійович | Самовисування | 20.02.1976 | загальна середня    | безпартійний           | Не працює                                                     |
| 9        | Куліш Світлана Степанівна      | Самовисування | 22.03.1968 | вища                | безпартійна            | Ватинецька ЗОШ І-ІІ ст., вчитель                              |
| 10       | Затока Валентина Анатоліївна   | Самовисування | 21.04.1979 | вища                | безпартійна            | Ватинецька ЗОШ І-ІІ ст., вчитель                              |
| 11       | Шеремет Мирослава Леонідівна   | Самовисування | 15.12.1974 | вища                | безпартійна            | Сільська рада, секретар                                       |
| 12       | Бевзюк Ольга Іванівна          | Самовисування | 06.12.1971 | професійно-технічна | безпартійна            | Не працює                                                     |